# ブエノスアイレス地下鉄300形電車
300形電車は、ブエノスアイレス地下鉄の通勤形電車。アルストムブラジルで製造された。

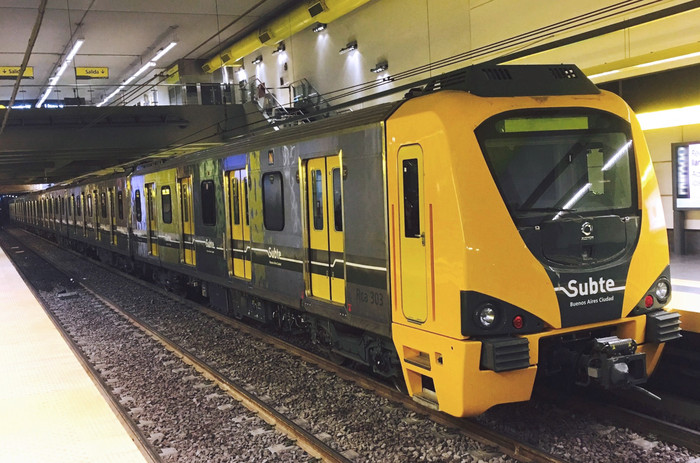
300形電車

## 概要
H線で運用されていた電車"Siemens-O&K"の老朽化が目立つようになったことから、置き換え用として2015年に導入した車両がこの300形である。アルストム製のVVVFインバータ制御を搭載している。
D線でも運用されている。

## 車内
座席は200形と同様のFRP製でモケットを貼ったタイプであり、車内案内表示器はLED式で通路上に設置されている。車内灯はLED照明。